# Vaux-sous-Aubigny
Vaux-sous-Aubigny – miejscowość i dawna gmina we Francji, w regionie Grand Est, w departamencie Górna Marna. W 2013 roku jej populacja wynosiła 709 mieszkańców. 
W dniu 1 stycznia 2016 roku z połączenia trzech ówczesnych gmin – Montsaugeon, Prauthoy oraz Vaux-sous-Aubigny – powstała nowa gmina Le Montsaugeonnais. Siedzibą gminy została miejscowość Prauthoy. 